# Central Tejo
A Central Tejo foi uma central termoeléctrica, propriedade das Companhias Reunidas de Gás e Electricidade (CRGE), que abasteceu de electricidade toda a cidade e a região de Lisboa, estando situada em Belém, na capital portuguesa. Desde 1990, a Central Tejo está aberta ao público como Museu da Electricidade/Circuito Central Elétrica.
O seu período de actividade está compreendido entre 1909 e 1972, se bem que a partir de 1951 foi utilizada como central de reserva. Ao longo do tempo sofreu diversas modificações e ampliações, tendo passado por diversas fases de construção e produção.
A primitiva Central Tejo, cujos edifícios já não existem, foi construída em 1909 e funcionou até 1921. Em 1914, iniciaram-se as obras dos edifícios de caldeiras de baixa pressão e da sala de máquinas que, posteriormente, foram ampliados várias vezes. Finalmente, em 1941 teve lugar a construção do edifício das caldeiras de alta pressão, o corpo de maior envergadura da central, o qual foi ampliado em 1951 com a inclusão de mais uma caldeira.
Embora tenha funcionado pela última vez em 1972, o seu encerramento oficial só aconteceu em 1975, ficando assim, um testemunho de um património arqueológico industrial de grande importância para a cidade de Lisboa. Por esta razão, foi classificado como Imóvel de Interesse Público em 1986.

## História
Os edifícios construídos em 1909, que já não existem, constituíam a primitiva Central Tejo que se manteve a trabalhar até 1921. Foi desenhada e projectada pelo engenheiro Lucien Neu e a sua construção ficou a cargo da firma Vieillard & Touzet (este último, Fernand Touzet, discípulo de Gustave Eiffel).
Durante anos a maquinaria foi sendo modificada para aumentar a potência da central e, em 1912, momento em que se encontra todo o equipamento instalado, a central dispunha de quinze pequenas caldeiras Belleville e cinco grupos geradores com uma potência de 7,75MW. Desde 1916 até ser desactivada em 1921, recebeu vapor das novas cadeiras instaladas no edifício actual da baixa pressão sendo desactivada, desmantelada e usada como arrecadações e oficinas a partir dessa data até 1938, momento em que foi demolida para a construção do edifício das caldeiras de alta pressão.

### Fase da Baixa Pressão
As naves da baixa pressão começaram a ser construídas em 1914 e foram concluídas em 1930, tendo três fases de construção de grande importância. A primeira (de 1914 a 1921) abraça a construção de duas naves industriais para as caldeiras, a sala das máquinas para os alternadores e para a subestação.
A segunda fase (de 1924 a 1928) corresponde à primeira ampliação da sala das caldeiras com uma nova nave longitudinal, da aquisição de um novo grupo gerador, da construção de um distribuidor de carvão e dos cais para os canais do circuito de refrigeração.
Finalmente, na terceira fase (de 1928 a 1930) deu-se a ultima ampliação da sala das caldeiras, com uma nova nave industrial de maiores proporções que as anteriores, da sala de máquinas e da subestação.
Assim, na década de 1930, a sala das caldeiras da central contava com onze caldeiras de baixa pressão, dez delas da marca Babcock & Wilcox e uma da marca Humboldt. A sala das máquinas, por sua vez, contava com cinco grupos geradores de diversas potencias e marcas: Escher & Wiss, AEG (dois grupos), Stal-Asea e Escher Wiss/Thompson.

#### Primeira Fase (1914-1921)
A construção dos edifícios de baixa pressão e das máquinas iniciou-se em 1914. O projecto incluía diversos corpos da fábrica: duas naves longitudinais com coberturas nas duas vertentes, cada uma para alojar seis caldeiras de baixa pressão da marca Babcock & Wilcox; uma sala de máquinas com capacidade para dois turboalternadores alemães AEG de 8MW de potência; e um edifício de comando e subestação de menor dimensão. A construção começou de norte para sul e de este para oeste; além disso, projectou-se logo a possibilidade de ampliar, posteriormente, até à margem do rio Tejo, ao sul.
Pouco tempo depois do início das obras, estalou a Primeira Grande Guerra, provocando atrasos em prazos estabelecidos e problemas na recepção dos turboalternadores encomendados à Alemanha, que permaneceram retidos até ao fim do conflito. Não obstante, em 1916 foram montadas as duas primeiras caldeiras de baixa pressão (que no projecto tinham atribuídos os números 5 e 6) para abastecer os geradores da primitiva Central.

Durante os dois anos seguintes montaram-se duas novas caldeiras (números 3 e 4) que, juntamente com a 5 e 6, ultrapassavam a potência que os velhos geradores da primitiva Central Tejo podiam suportar. As CRGE constataram que se tornava imprescindível adquirir outro turboalternador adicionando-o aos dois geradores já pedidos há anos ao fornecedor alemão e que continuavam retidos e, assim, avançar na construção de uma parte da sala das máquinas para alojar este novo gerador. Em 1919, começou a funcionar um novo turboalternador da marca suíça Escher & Wyss de 7500 kW de potência.
No ano seguinte foram instaladas as caldeiras restantes (números 1 e 2) e já, com a guerra acabada, os dois grupos alemães AEG foram por fim recebidos, entrando ao serviço em 1921. Com a instalação definitiva destas 6 caldeiras e dos três grupos geradores, a produção estabilizou e foi possível desmantelar o equipamento da antiquada Central da Junqueira.

#### Segunda Fase (1924-1928)
Progressivamente, em função do aumento dos consumos, foi de novo indispensável efectuar novos e importantes trabalhos na Central para aumentar e finalizar a sala das caldeiras de baixa pressão. O programa elaborado pelas CRGE consistia na ampliação de uma nave industrial que alojaria três novas caldeiras de baixa pressão e a aquisição de um novo grupo gerador.
Assim, durante o ano de 1922 foi levado a cabo um estudo sobre a instalação das caldeiras número 7 e 9 e a possibilidade de funcionarem com carvão pulverizado que se revelou infrutífero pois, na caldeira número 6, os testes realizados para a implementação deste processo não deram resultados satisfatórios. Não obstante, na caldeira número 11 seria utilizado carvão pulverizado.
A “nova sala das caldeiras”, como era conhecida, avançava para sul, em direcção ao rio Tejo, com a fachada em frente ao mesmo a permanecer inacabada, fechada temporariamente por uma chapa de zinco e uma estrutura metálica imitando as janelas de sacada do lado oposto, pois pressupunha-se a terceira e ultima ampliação desta sala de baixa pressão. As caldeiras 7 e 9, da marca Babcock & Wilcox, foram as primeiras a instalar-se neste novo espaço, nos anos 1924 e 1925 respectivamente. A terceira, a caldeira 11, era da marca Humboldt e foi instalada em 1928; como usava carvão pulverizado, tinha o seu próprio moinho.
A sala das máquinas não sofreu nenhuma alteração nas suas dimensões, mas no seu interior montou-se um grupo gerador de 8MW em 1925, o número 4 da marca Stal-Asea. Também foram construídos os canais e dois sifões nas novas docas do circuito de refrigeração, o qual conduzia a água desde o rio até ao interior da Central.

#### Terceira Fase (1928-1930)
Foi na terceira fase construtiva deste primeiro período da Central Tejo que se concluiu a edificação das naves fabris (tanto da salas de caldeiras como da sala de máquinas. Já em 1928, o mesmo ano de montagem da caldeira 11, foi decidido avançar para a compra das duas últimas caldeiras de baixa pressão, a 8 e a 10 do fornecedor mais frequente, Babcock & Wilcox, devido ao atraso nos trabalhos de montagem da caldeira da marca Humboldt. No entanto, apenas nos finais de 1930 a sua montagem definitiva termina de facto.
O novo corpo de fábrica que as albergava conservou a mesma linha estética que as estruturas anteriores embora com dimensões maiores; para tal retirou-se a fachada temporária de chapa de zinco e, depois, construiu-se o edifício em direcção ao rio, adquirindo a fachada definitiva que permanece actualmente.
No que respeita à sala de máquinas, também houve a necessidade de derrubar a fachada sul existente para ampliar a área da fábrica em direcção ao rio alinhando-a, assim, com a sala de caldeiras, para permitir o alojamento do novo e último grupo gerador da marca Escher Wiss/Thompson (ao qual foi atribuído, na sequência até aí utilizada, o número 5), assim como disponibilizar um espaço no piso inferior de descarga e manuseamento de turbinas, alternadores e material diverso. O reforço da potência das máquinas implicou, ao mesmo tempo, uma ampliação nas instalações de adução da água refrigerante, construindo-se dois novos sifões, um para recepção de águas e outro para evacuação, estabelecendo-se, assim, quatro sifões no total.
Depois de uma quinzena de anos em construções e ampliações, a Central Tejo na sua fase de Baixa Pressão dispunha finalmente, de três grandes áreas fabris: caldeiras, máquinas e subestação, estando situadas paralelamente ao rio. A sala de caldeiras era formada por quatro grandes naves industriais as quais criavam um espaço livre no interior, no qual se alojavam onze caldeiras de baixa pressão, dez da marca Babcock & Wilcox (tecnologia britânica) e uma da marca Humboldt (origem alemã). A sala de máquinas é um espaço longitudinal e também aberto, perpendicular à sala das caldeiras, alojando cinco grupos geradores de várias potências e diversas marcas: Escher & Wiss, AEG, Stal-Asea y Escher Wiss/Thompson.

### Fase da Alta pressão
Com o aumento de potência dos dois novos grupos turboalternadores AEG montados em 1934, foi necessária a instalação de novas caldeiras, que funcionassem com vapor de alta pressão. A construção foi feita nos terrenos anteriormente ocupados pela primitiva Central Tejo, a qual foi demolida em 1938 para a construção deste novo edifício das caldeiras de alta pressão, o edifício mais imponente do conjunto. O seu interior albergava três grandes caldeiras de alta pressão da marca Babcock & Wilcox, as quais começaram a funcionar em 1941.
Com a destruição da primitiva Central Tejo e instalação do edifício das caldeiras de alta pressão, houve necessidade de espaço para as oficinas e arrecadações. As CRGE compraram então os terrenos contíguos localizados no lado nascente do seu complexo, onde laborava a antiga refinaria de açúcar Senna Sugar Estates, Ltd. propriedade da Companhia de Açúcar de Moçambique. Foi também necessário criar uma sala de auxiliares, para tratamento de águas, a qual foi instalada no interior do edifício das caldeiras de baixa pressão, desmantelando as duas primeiras caldeiras.
Em 1950 o edifício das caldeiras de alta pressão, foi ampliado para incluir mais uma caldeira, que entrou ao serviço no ano seguinte e constituiu a última ampliação da central.

### A Integração na Rede Eléctrica Nacional
Com a entrada em vigor em 1944, da Lei 2002 – Lei da Electrificação Nacional, que dava prioridade absoluta à produção de energia hidroeléctrica, a Central Tejo passou a ter um papel secundário no sector eléctrico devido à construção da primeira grande central hidroeléctrica, a barragem do Castelo do Bode, que começou a funcionar em 1951, passando a Central Tejo a ser gradualmente uma central de reserva.
Não obstante, a Central Tejo manteve-se em funcionamento ininterrupto entre 1951 e 1968, excepto em 1961. Em 1972, no seguimento de um atentado contra o regime de Salazar, foram derrubadas linhas de alta tensão que transportavam energia eléctrica para Lisboa vinda da central hidroeléctrica do Castelo de Bode, a central Tejo foi novamente posta em marcha produzindo electricidade pela última vez na sua historia. O seu encerramento oficial deu-se em 1975.

### A Central Tejo como Museu da Electricidade
Após o encerramento e nacionalização das companhias eléctricas, decidiu-se dar uma nova vida a esta antiga central termoeléctrica, reabrindo-a com fins culturais. Em 1986 constituiu-se a primeira equipa responsável pelo Museu, que em 1990, abriu as suas portas ao público.
Entre 2001 e 2005 o Museu sofreu uma reestruturação profunda, desde todo o património arquitectónico até ao conteúdo museográfico. Finalmente, em 2006 o museu reabriu as suas portas, mas agora com um novo tipo de museologia, muito mais pedagógica e dinâmica.

## Conjunto Arquitectónico
O conjunto arquitectónico da Central Tejo, depois das sucessivas transformações e ampliações ao longo dos anos, encontra-se num perfeito estado de conservação tratando-se de um grande conjunto fabril da primeira metade do século XX.
Todo o conjunto de edifícios encontra-se em plena harmonia estética graças ao uso de uma estrutura de ferro coberta de tijolo em todos os corpos. Apesar disso, existem diferentes estilos entre as naves de baixa pressão e o edifício de alta pressão. 

## Funcionamento da Central
O princípio de funcionamento de uma central termoeléctrica baseia-se na queima de um combustível para produzir vapor que, por sua vez, faz girar um gerador de corrente elétrica. Isto é simples de realizar na teoria, mas na prática é necessário um conjunto complexo de máquinas, circuitos e logística.
Na Central Tejo o combustível principal foi o carvão, o qual chegava por via marítima e era descarregado para a praça com o mesmo nome para, posteriormente, ser depositado no triturador e seguir para os silos misturadores. Dai, seguia para o tapete de distribuição no topo do edifício, de onde caía para o tapete de combustão no interior da fornalha. Aqui era queimado a uma temperatura de sensivelmente 1200 °C.
O calor assim gerado transformava em vapor a água que passava pelos tubos interiores da caldeira e que, posteriormente, era conduzido para os turboalternadores. A água aqui utilizada, circulava em circuito fechado e era quimicamente pura. Para tal passava por um processo de depuração e filtragem para prevenir que deteriorasse os equipamentos da própria central.
Assim sendo, o vapor viajava nas tubagens a alta pressão (38 kg/cm²) até aos grupos geradores, onde a turbina transformava a energia térmica do vapor em energia mecânica, e o alternador transformava a energia mecânica que lhe era transmitida pela turbina em energia eléctrica, produzindo uma corrente eléctrica trifásica de 10.500 V com uma frequência de 50 Hz, que após passar pela subestação da central era distribuida pelos consumidores.
O vapor por sua vez, depois de realizar trabalho nas turbinas, era dirigido aos condensadores onde se transformava novamente em água para voltar a ser utilizada nas caldeiras. O vapor quente voltava ao estado líquido por contacto com as paredes frias dos tubos internos do condensador, nos quais passava água no rio no seu interior. Por isso mesmo, a água do rio Tejo nunca entrava em contacto directo com a água pura usada como fluido de trabalho. Do condensador, a água era bombada de volta às caldeiras e dessa forma fechar o ciclo.

## Condições de trabalho na Central
O funcionamento da central era impossível sem as pessoas que, durante gerações, ali trabalharam. Foi necessária uma estrita divisão de tarefas, e um sistema laboral por turnos, de forma a garantir o funcionamento ininterrupto da central.
Os cerca de quinhentos operários que trabalhavam durante todo o dia e toda a noite, distribuíam-se por mais de quarenta e cinco funções diferentes. Essas funções iam desde os descarregadores de carvão, até aos técnicos e engenheiros mais especializados, passando pelos trabalhadores da sala das caldeiras,  das oficinas de carpintaria e forja, etc.
Os trabalhos mais duros eram os que envolviam a queima do carvão, quer na sala das caldeiras quer na sala dos cinzeiros, tendo os trabalhadores que suportar temperaturas ambiente extremamente elevadas, pela queima de carvão no interior das caldeiras, poeiras com origem na combustão e ruídos ensurdecedores durante todo o turno de trabalho. Mesmo assim, era na sala das caldeiras onde trabalhavam mais operários e havia mais tarefas diferentes. Era ai que se encontravam o Engenheiro técnico - chefe, engenheiros técnicos, cabos - fogueiros, vice – cabo - fogueiros, fogueiros, chegadores e os trabalhadores (extracção de cinzas), todos tinham condições de trabalho duríssimas, sobretudo os últimos.

## Valor Patrimonial

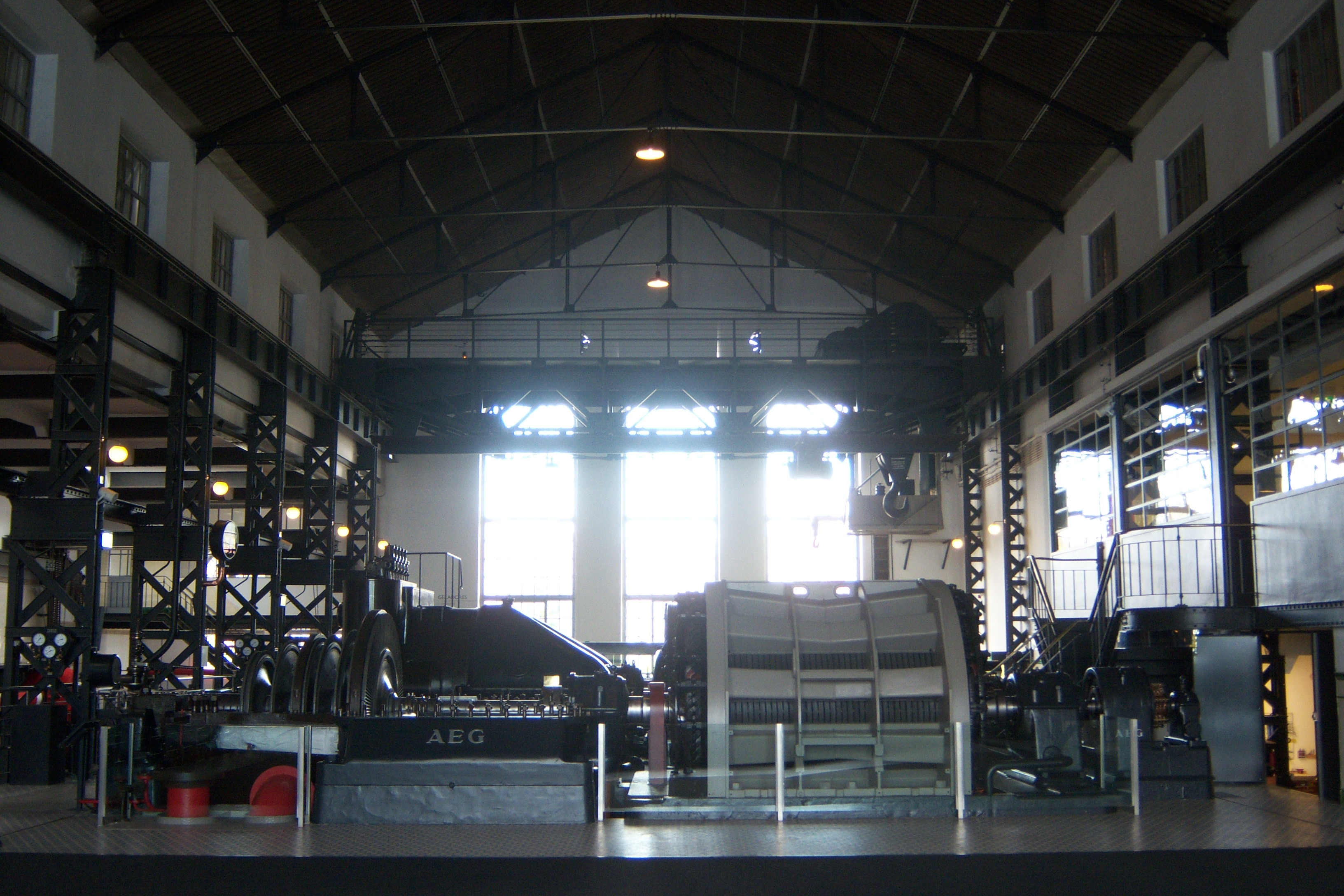
Alternador AEG musealizado na Sala das Máquinas.

A Central Tejo apresenta um enorme valor patrimonial, não só em aspectos arquitectónicos ou arqueológicos, mas também históricos, sociais, antropológicos e económicos.
O património deixado ao longo do tempo de actividade da Central é inegável. Foi a grande central de Lisboa e de Portugal até meados do século XX. O seu raio de acção chegava a toda a cidade e ao Vale do Tejo, iluminando ruas, casas e fornecendo energia as fábricas. Sem ela, a história de Lisboa teria sido diferente. Foi a parte invisível da expansão e crescimento da cidade no século XX, a fundação da industrialização regional e da primeira linha férrea electrificada no país (Lisboa – Cascais).
Ao mesmo tempo, a Central Tejo, foi determinante para a modernização de Lisboa; Diversas gerações trabalharam e sofreram debaixo das caldeiras para que outros pudessem acender as luzes em casa, passear pelas ruas à noite iluminados por luz artificial, ou viajar tranquilamente sentados em carros eléctricos que subiam as infernais encostas de Lisboa.
Alem disso, dentro do complexo da própria Central, ainda existe um conjunto de património que ao manter-se intacto, faz com que esta antiga central termoeléctrica tenha sobrevivido à desindustrialização do bairro de Belém e seja única em todo o pais e talvez na Europa.
- Bens Imóveis. O conjunto fabril da Central Tejo (Imóvel de interesse público desde 1986), com corpos de baixa pressão e sala das máquinas (1914-1930), alta pressão e sala das águas (1938-1951), e as diversas oficinas da central, cujo conjunto de edifícios, (outrora pertencentes à antiga refinaria de açúcar, datados de finais do século XIX princípios do século XX), são hoje o Centro de Documentação e as Reservas do Museu.

- Bens móveis. Existem no actual Museu quatro caldeiras de alta pressão da marca Babcock & Wilcox de 1941 e 1951 e dois turboalternadores de marca AEG de 1942 com os respectivos condensadores. Existem ainda, refrigeradores e disjuntores, aparelhos de medida na sala das máquinas, depuradores, filtros, bombas e destiladores na sala das águas, todos da década de 40; noras elevatórias de carvão, vagonetas, silos, material de carpintaria e forja, etc. Nas reservas e no jardim, podemos ainda encontrar grupos geradores de outras centrais eléctricas, reguladores de velocidade, válvulas e diversos elementos ligados à iluminação pública de Lisboa, bem como, electrodomésticos de todas as épocas, tipos e classes.